# GoodPlanet
Die GoodPlanet Foundation ist eine 2005 von Yann Arthus-Bertrand gegründete Nichtregierungsorganisation, die die Ökologie und nachhaltige Entwicklung fördert.

## Aktivitäten
Die GoodPlanet Foundation widmet sich hauptsächlich der Verbreitung pädagogischer Dokumente und der Organisierung von Anlässen zur Sensibilisierung für nachhaltige Entwicklung (z. B. das Ökologie-Filmfestival GoodPlanet in Rio, die Ausstellung 6 milliards d’autres (6 Milliarden andere), Konferenzen, Aktionen in Unternehmen).
Die Stiftung erstellt erzieherische Plakate für Ausbildungseinrichtungen, bezogen auf z. B. die Themen nachhaltige Entwicklung, Biodiversität und Wald.
Sie führt einen Katalog von Massenkonsumgütern, die sie als ökologisch bedenklich betrachtet.
Sie organisiert ihre Aktionen über verschiedene Internetseiten. Die Seite actioncarbone.org führt ein Programm zur Förderung der Treibhausgasreduktion.
Die Seite goodplanet.info, erstellt im Jahr 2009, ist eine Wissensplattform, die die Öffentlichkeit über nachhaltige Entwicklung informieren will.
Sie schließt sich mit Unternehmen im Rahmen derer gesellschaftlicher Verpflichtungsprogramme zusammen. 2008 zum Beispiel mit der Französischen Fluggesellschaft Air France und dem Beratungsunternehmen Alti.
2013 organisierte GoodPlanet mit der groupe Casino eine Kommunikationskampagne mit dem Titel Choisir, c’est Agir (Wählen heißt handeln), um umweltbewussteren Konsum zu unterstützen.
Sie finanziert oder kofinanziert außerdem solidarische Schulprojekte (insbesondere in Marokko) und Naturschutzprojekte (in Indonesien).
2009 wurde der Bürgermeister von Bordeaux, Alain Juppé, zum Vizepräsidenten der GoodPlanet Foundation gewählt.